# ザ・ヴァーヴ
ザ・ヴァーヴ (The Verve) は、イギリスのロックバンド。
1997年発表の3枚目のアルバム『アーバン・ヒムス』は14週連続で全英チャートの1位を独占し、全世界で1000万枚を売り上げる大ヒットを記録しており、オアシスのギャラガー兄弟やコールドプレイのクリス・マーティンは1990年代のベスト・アルバムとして同アルバムの名をたびたび挙げている。
1989年に結成され、これまでに1995年、1997年、2009年の3回解散している。

## 略歴
1989年の結成当初からしばらくは「ヴァーヴ」(Verve) と名乗っていたが、アメリカのジャズ・レーベルのヴァーヴ・レコードがネーミングの権利を主張したために1994年「ザ・ヴァーヴ」に改名した。
1992年、1stシングル「All in the Mind」でデビュー。その後「She's a Superstar」、「Gravity Grave」と2枚のシングルを発表し、評論家から高評価を得る。同年の12月にはこれら3枚のシングルの表題曲とB面曲を集めたコンピレーション盤「Verve EP」 (Verve)をリリース。
1993年、ジョン・レッキーをプロデューサーに迎えた1stアルバム『ア・ストーム・イン・ヘヴン』 (A Storm in Heaven) を発表。当時終焉を迎えつつあったシューゲイザーの影響を感じさせつつも、独特の浮遊感を持つサイケデリック・ロックを聴かせる本作は引き続き評論家から好反応で迎えられるものの、セールスは振るわなかった。翌1994年には初期シングルのB面曲等をまとめたコンピレーション盤「No Come Down」をリリース。バンド名表記が「ザ・ヴァーヴ」に変わったのはこの作品からである。
そして1995年、2ndアルバム『ア・ノーザン・ソウル』 (A Northern Soul) を発表。初期オアシスのプロデュースも務めていたオーウェン・モリスをプロデューサーに迎え、より一般的なロック色が強くなった。前作よりも音のリバーブを抑えつつ、ダイナミックなギタープレイや強烈なグルーヴが聴ける本作を最高傑作とするファンもいる。しかしこの作品のレコーディング中にメンバー間(特にリチャードとニックの間)に確執が生まれ、バンドは1度目の解散をする。解散直後に発売された2ndアルバムからのシングル「History」のジャケットには 'all farewells should be sudden' (別れはいつも突然に) と記されており、この曲のPVはバンドの過去のPVを繋ぎ合わせたものとなっている。
その後、リチャードはバンドメンバーを呼び戻すが、ニックは参加しなかった。バンドは新たなギタリストとしてサイモン・トングを迎え、ニック抜きで3rdアルバムのレコーディングを進める。一方それと並行して、リチャードはオアシスのライブでソロとして前座を務めている。しかし1997年、バンドにはニックが必要だと判断したリチャードはニックと和解し、バンドは彼を含めた5人体制でアルバムを完成させる。
こうして1997年に発表された3rdアルバム『アーバン・ヒムス』 (Urban Hymns) はストリングスを大々的に取り入れたメロディ重視のサウンドとなった。これはニックがレコーディング後半しか参加しておらず、主にリチャードがアレンジの主導権を握っていたことも影響していると思われる。前2作よりもポップになったこのアルバムは12週間連続全英チャート1位を記録。リード・シングルの「Bitter Sweet Symphony」 は全英2位、2ndシングルの「The Drugs Don't Work」 は全英1位と1997年を代表する大ヒットとなる。
しかし、絶頂期真っ只中の1998年に再びニックが脱退してしまい、またも微妙な関係となったメンバー達は1999年に再度解散を宣言。その活動に幕を下ろした。解散後、ボーカルのリチャードはソロとして活動している。
2007年にサイモン・トングを除く4人で再結成し、4枚目となるアルバムのレコーディングに入っていることが公式サイト上で発表され、翌2008年には4thアルバム『FORTH～再生』(Forth) をリリース。同年のサマーソニックゼロエイトにおいてはヘッドライナーで出演し、これが初の日本公演となった。
2009年には、三度目の解散報道がなされた。

## 「ビター・スウィート・シンフォニー」の著作権問題
『アーバン・ヒムス』からのリード・シングルとして発表された「ビター・スウィート・シンフォニー」 (Bitter Sweet Symphony) だが、この楽曲で奏でられるストリングスによる旋律は、元々ローリング・ストーンズのマネージャー兼プロデューサーのアンドリュー・オールダムがオーケストレーションでカバーした「ラスト・タイム」 (The Last Time)の曲中にあるものである。これを無断でサンプリングしたとして、ストーンズ側のレコード会社に著作権問題で告訴されて以降、この楽曲のクレジットは「Jagger/Richards」に変更されている。オールダムによるオーケストラ版「ラスト・タイム」は、アンドリュー・オールダム・オーケストラのアルバム「ザ・ローリング・ストーンズ・ソングブック」に収録されている。イギリスの音楽と心理分析の専門家がこの曲を実験体に聴かせて反応を調べたところ、「聴いていると悲しくなる曲」一位に選ばれた。
リチャード・アシュクロフトは2019年5月23日に行われたアイヴァー・ ノヴェロ賞の授賞式で、イギリスの音楽への多大なる貢献が称えられて「ミュージック・アウトスタンディング・コントリビューション・トゥ・ブリティッシュ・ミュージック」賞を受賞しており、それを受けて発表された声明の中で“Bitter Sweet Symphony”の権利やロイヤリティをミック・ジャガーやキース・リチャーズからようやく譲渡されたことを明かした。
日本においては、フジテレビのリアリティ番組『テラスハウス（TERRACE HOUSE BOYS×GIRLS NEXT DOOR)』に起用されたことで有名である。

## オアシスとの関係
オアシスのギャラガー兄弟とリチャードは仲が良く、
「ヒストリー」 (History) ではリアム・ギャラガーが手拍子で参加している。
またオアシスの「キャスト・ノー・シャドウ」 (Cast No Shadow) （2ndアルバム『モーニング・グローリー』に収録）は、当時活動休止中だったリチャードに向けられたものである。リチャードがソロとなった後でも交流は続いており、リチャードは「この国が生んだ最高のロック・スター」と「カモン・ピープル（ウィアー・メイキング・イット・ナウ）」 (C'mon People (We're Making It Now)) をリアム・ギャラガーに捧げた。兄のノエル・ギャラガーは「ビター・スウィート・シンフォニー」をステージで演奏したこともある。

## メンバー

### 最終メンバー
- リチャード・アシュクロフト (Richard Ashcroft、1971年9月11日 - )：リードボーカル
- ニック・マッケイブ (Nick McCabe、1971年7月14日 - )：ギター,シンセサイザー
- サイモン・ジョーンズ (Simon Jones、1972年7月29日 - )：ベース
- ピーター・サリスベリー (Peter Salisbury、1971年9月24日 - )：ドラム

### 旧メンバー
- サイモン・トング (Simon Tong、1972年7月9日 - )：ギター、キーボード

## ディスコグラフィ

### スタジオ・アルバム
※日付は英国での発売日
|    | 年   | タイトル | チャート | チャート | チャート | チャート | チャート | チャート | ゴールド等認定                                                                               |
| 英 | 年   | タイトル | 米       | 豪       | 加       | 独       | 日       |          | ゴールド等認定                                                                               |
| -- | ---- | --- | -------- | -------- | -------- | -------- | -------- | -------- | -------------------------------------------------------------------------------------------- |
| 1  | 1993 | ア・ストーム・イン・ヘヴン A Storm in Heaven - 発売日：1993年6月21日 - レーベル：Vernon Yard / Hut / ヴァージン | 23       | -        | -        | -        | -        | -        | -                                                                                            |
| 2  | 1995 | ア・ノーザン・ソウル A Northern Soul - 発売日：1995年7月3日 - レーベル：Vernon Yard / Hut / ヴァージン          | 13       | -        | -        | -        | -        | -        | -                                                                                            |
| 3  | 1997 | アーバン・ヒムス Urban Hymns - 発売日：1997年9月29日 - レーベル：Hut / ヴァージン                               | 1        | 23       | 9        | 15       | 11       | 72       | - (英) プラチナ x10 (310万枚) - (豪) プラチナ x3 (21万枚) - (カ) プラチナ x2 - (米) プラチナ |
| 4  | 2008 | FORTH〜再生 Forth - 発売日：2008年8月25日 - レーベル：パーロフォン / EMI                                        | 1        | 23       | 20       | 12       | 10       | 10       | - (英) ゴールド                                                                              |

## 日本公演
- サマーソニック ゼロエイト - 2008年8月9日 千葉マリンスタジアム・10日 大阪舞洲